# فيتسانولوك
فيتسانولوك (بالتايلندية: เทศบาลนครพิษณุโลก) (بالإنجليزية: Phitsanulok) هي عاصمة محافظة فيتسانولوك، تقع في تايلاند في موينج أودون تاني. يقدر عدد سكانها بـ 68,000 نسمة .

## المناخ
يظهر الجدول التالي التغييرات المناخية على مدار السنة لفيتسانولوك:
| البيانات المناخية لـفيتسانولوك                                                                      | البيانات المناخية لـفيتسانولوك | البيانات المناخية لـفيتسانولوك | البيانات المناخية لـفيتسانولوك | البيانات المناخية لـفيتسانولوك | البيانات المناخية لـفيتسانولوك | البيانات المناخية لـفيتسانولوك | البيانات المناخية لـفيتسانولوك | البيانات المناخية لـفيتسانولوك | البيانات المناخية لـفيتسانولوك | البيانات المناخية لـفيتسانولوك | البيانات المناخية لـفيتسانولوك | البيانات المناخية لـفيتسانولوك | البيانات المناخية لـفيتسانولوك |
| الشهر                                                                                               | يناير                          | فبراير                         | مارس                           | أبريل                          | مايو                           | يونيو                          | يوليو                          | أغسطس                          | سبتمبر                         | أكتوبر                         | نوفمبر                         | ديسمبر                         | المعدل السنوي                  |
| --------------------------------------------------------------------------------------------------- | ------------------------------ | ------------------------------ | ------------------------------ | ------------------------------ | ------------------------------ | ------------------------------ | ------------------------------ | ------------------------------ | ------------------------------ | ------------------------------ | ------------------------------ | ------------------------------ | ------------------------------ |
| الدرجة القصوى °م (°ف)                                                                               | 36.3 (97.3)                    | 38.4 (101.1)                   | 40.0 (104.0)                   | 41.8 (107.2)                   | 41.5 (106.7)                   | 39.4 (102.9)                   | 37.6 (99.7)                    | 36.7 (98.1)                    | 35.7 (96.3)                    | 35.7 (96.3)                    | 36.4 (97.5)                    | 35.3 (95.5)                    | 41.8 (107.2)                   |
| متوسط درجة الحرارة الكبرى °م (°ف)                                                                   | 31.6 (88.9)                    | 33.8 (92.8)                    | 35.8 (96.4)                    | 37.2 (99.0)                    | 35.6 (96.1)                    | 34.0 (93.2)                    | 33.2 (91.8)                    | 32.5 (90.5)                    | 32.5 (90.5)                    | 32.4 (90.3)                    | 31.7 (89.1)                    | 30.7 (87.3)                    | 33.4 (92.1)                    |
| المتوسط اليومي °م (°ف)                                                                              | 24.8 (76.6)                    | 26.9 (80.4)                    | 29.2 (84.6)                    | 30.8 (87.4)                    | 29.9 (85.8)                    | 29.0 (84.2)                    | 28.5 (83.3)                    | 28.1 (82.6)                    | 28.1 (82.6)                    | 27.8 (82.0)                    | 26.5 (79.7)                    | 24.3 (75.7)                    | 27.8 (82.0)                    |
| متوسط درجة الحرارة الصغرى °م (°ف)                                                                   | 18.7 (65.7)                    | 21.0 (69.8)                    | 23.6 (74.5)                    | 25.4 (77.7)                    | 25.2 (77.4)                    | 25.0 (77.0)                    | 24.8 (76.6)                    | 24.7 (76.5)                    | 24.7 (76.5)                    | 24.1 (75.4)                    | 21.7 (71.1)                    | 18.6 (65.5)                    | 23.1 (73.6)                    |
| أدنى درجة حرارة °م (°ف)                                                                             | 10.4 (50.7)                    | 13.0 (55.4)                    | 12.7 (54.9)                    | 19.6 (67.3)                    | 20.4 (68.7)                    | 21.0 (69.8)                    | 21.5 (70.7)                    | 21.4 (70.5)                    | 21.7 (71.1)                    | 17.1 (62.8)                    | 12.1 (53.8)                    | 8.9 (48.0)                     | 8.9 (48.0)                     |
| معدل هطول الأمطار مم (إنش)                                                                          | 3.9 (0.15)                     | 13.5 (0.53)                    | 26.7 (1.05)                    | 55.7 (2.19)                    | 170.9 (6.73)                   | 165.7 (6.52)                   | 179.4 (7.06)                   | 247.6 (9.75)                   | 246.6 (9.71)                   | 162.5 (6.40)                   | 33.4 (1.31)                    | 11.1 (0.44)                    | 1٬317 (51.85)                  |
| متوسط الأيام الممطرة                                                                                | 1.3                            | 2.2                            | 3.3                            | 5.6                            | 13.7                           | 16.2                           | 18.1                           | 20.4                           | 18.7                           | 13.3                           | 3.5                            | 1.0                            | 117.3                          |
| متوسط الرطوبة النسبية (%)                                                                           | 67                             | 64                             | 62                             | 63                             | 71                             | 76                             | 78                             | 80                             | 81                             | 78                             | 72                             | 67                             | 72                             |
| ساعات سطوع الشمس الشهرية                                                                            | 257.3                          | 243.0                          | 275.9                          | 243.0                          | 198.4                          | 117.0                          | 120.9                          | 117.8                          | 108.0                          | 179.8                          | 219.0                          | 257.3                          | 2٬337٫4                        |
| ساعات سطوع الشمس اليومية                                                                            | 8.3                            | 8.6                            | 8.9                            | 8.1                            | 6.4                            | 3.9                            | 3.9                            | 3.8                            | 3.6                            | 5.8                            | 7.3                            | 8.3                            | 6.6                            |
| المصدر #1: Thai Meteorological Department                                                           |                                |                                |                                |                                |                                |                                |                                |                                |                                |                                |                                |                                |                                |
| المصدر #2: Office of Water Management and Hydrology, Royal Irrigation Department (sun and humidity) |                                |                                |                                |                                |                                |                                |                                |                                |                                |                                |                                |                                |                                |

## أعلام
- بومبوانغ دوانجان
- ناريسوان